# Andrea Mugione
Andrea Mugione (ur. 9 listopada 1940 w Caivano, zm. 26 lutego 2020 w Neapolu) – włoski duchowny katolicki, arcybiskup Benewentu w latach 2006-2016.

## Życiorys
Święcenia kapłańskie otrzymał 28 czerwca 1964 i został inkardynowany do diecezji Aversa. Po święceniach został wicerektorem seminarium w Salerno, zaś w latach 1968-1978 pracował jako misjonarz w Wenezueli. Po powrocie do kraju pełnił funkcje m.in. rektora niższego seminarium, ojca duchownego wyższego seminarium oraz diecezjalnego duszpasterza chorych.
17 marca 1988 papież Jan Paweł II mianował go ordynariuszem diecezji Cassano all’Jonio. Sakry biskupiej udzielił mu 28 kwietnia 1988 kardynał Bernardin Gantin.
21 listopada 1998 został arcybiskupem Crotone-Santa Severina.
3 maja 2006 papież Benedykt XVI mianował go arcybiskupem metropolitą Benewentu.
18 lutego 2016 przeszedł na emeryturę, a jego następcą został ksiądz Felice Accrocca.
Zmarł w szpitalu w Neapolu 26 lutego 2020.